# Esmeraldas (province)
Pour les articles homonymes, voir Esmeraldas.
La province d'Esmeraldas est une province de l'Équateur. La capitale provinciale est Esmeraldas.
La province doit son nom au fleuve río Esmeraldas.

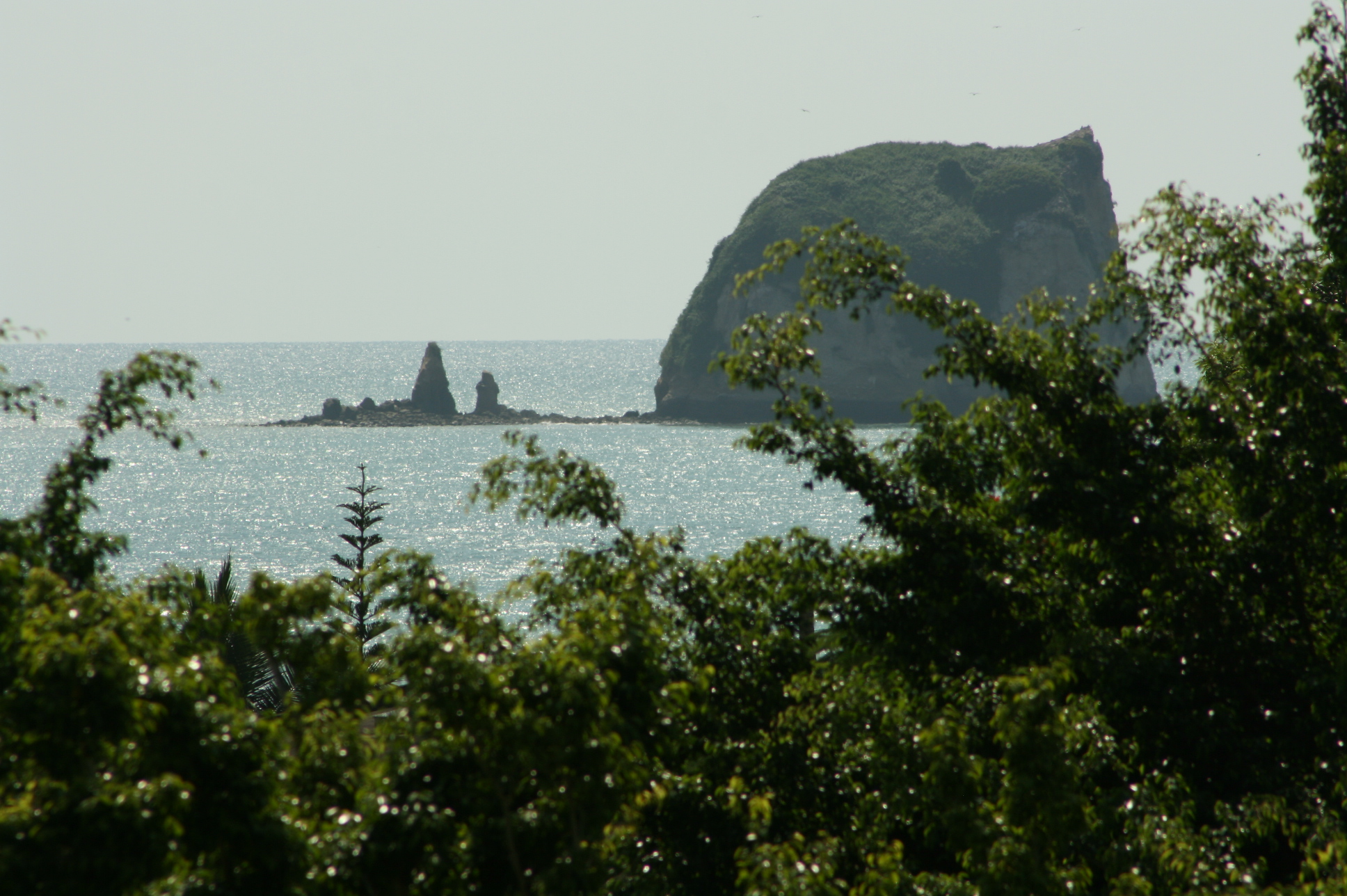
Le Rocher de Sua

## Cantons
La province est divisée en sept cantons :

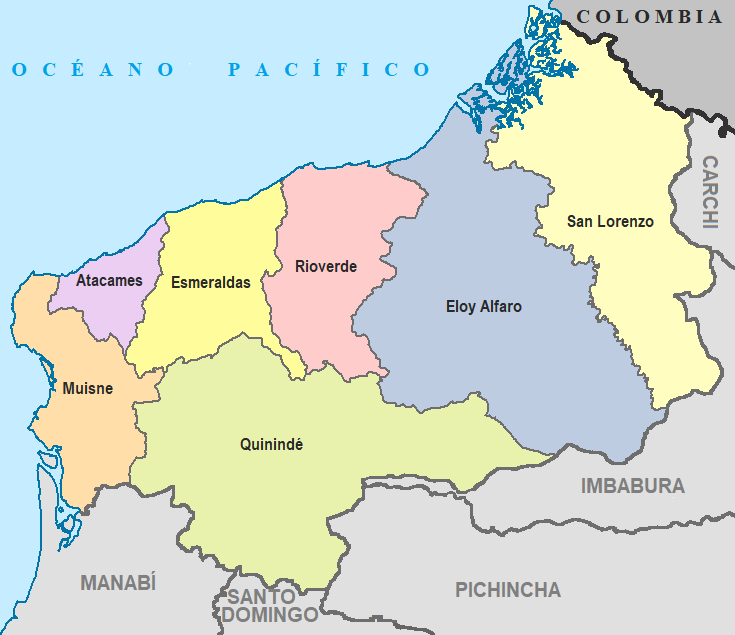
Cantons de l'Esmeraldas.

| Canton      | Superficie (km2) | Population (2010) | Densité (hab./km2) | Chef-lieu   |
| ----------- | ---------------- | ----------------- | ------------------ | ----------- |
| Atacames    | 511              | 41 526            | 81,3               | Atacames    |
| Eloy Alfaro | 4 302            | 39 739            | 9,2                | Valdéz      |
| Esmeraldas  | 1 351            | 189 504           | 140,3              | Esmeraldas  |
| Muisne      | 1 265            | 28 474            | 22,5               | Muisne      |
| Quinindé    | 3 855            | 122 570           | 31,8               | Rosa Zárate |
| Río Verde   | 1 506            | 26 869            | 17,8               | Rioverde    |
| San Lorenzo | 3 106            | 42 486            | 13,7               | San Lorenzo |

## Population
La proportion de la population afro-équatorienne est relativement importante dans cette province où ils représentent environ 44 % de la population totale en 2010.

## Environnement
Le nord de la province est un point chaud de biodiversité de l'ensemble Tumbes-Chocó-Magdalena, remarquable du fait de l'isolement de cette zone climatique très humide depuis plusieurs millions d'années. 
90 % de la forêt primaire d'origine a été détruite au XXe siècle, et 100 000 hectares supplémentaires ont été détruits entre 2000 et 2013, ne laissant à la forêt primaire que 5 % de sa surface d'origine.
La réserve écologique de Laguna de Cube s'étend sur 113 hectares. Elle est constituée d'un lac à l'extrémité sud-est des montagnes Mache-Chindul dans la région du Chocó, caractérisé par un écosystème lacustre composé d'une masse d'eau permanente et d'une superficie étendue de marais et de zones inondables. La réserve abrite vingt-trois espèces de mammifères, quarante espèces d'oiseaux et onze de reptiles.
Un projet de 500 hectares de réserve a été lancé le long du río Canandé pour protéger l'une des 7 000 espèces d'orchidées de la région, la remarquable Dracula felix.